# Giuseppe Martano
Giuseppe Martano (Savona, 10 d'octubre de 1910 - Torí, 2 de setembre de 1994) va ser un ciclista italià que fou professional entre 1931 i 1949, amb un retorn temporal al ciclisme amateur el 1932. Com a amateur aconseguí més de cent victòries i es proclamà Campió del món en ruta amateur el 1930 i 1932, i Campió d'Itàlia de la categoria aficionat el 1932.
Com a professional aconseguí una quinzena de victòries, entre les quals destaca una etapa al Tour de França de 1934. En aquesta mateixa cursa pujà dues vegades al podi, el 1933 fou tercer i el 1934 segon. El 1935 fou segon al Giro d'Itàlia. Com en tants d'altres ciclistes de la seva generació, la Segona Guerra Mundial aturarà la seva vida esportiva, tot i que en acabar aquesta intentà reprendre l'activitat ciclista fins al 1949, quan es retirà.

## Palmarès
- 1930
  -  Campió del món en ruta amateur
- 1931
  - 1r al Gran Premi de Roma
  - 1r a la Copa Pegazzini
  - 1r a la Copa Fatigati
- 1932
  -  Campió del món en ruta amateur
  - Campió d'Itàlia amateur
  - 1r al Giro de Lazio amateur
  - 1r al Giro del Piemont
- 1934
  - Vencedor d'una etapa al Tour de França
- 1935
  - 1r al Giro del Laci i d'una victòria d'etapa
  - 1r al Critérium dels Asos
  - 1r al Circuit de Sandrina
- 1937
  - 1r a la Milà-Torí
  - 1r al Gran Premi de Canes
  - Vencedor de 2 etapes a la París-Niça

### Resultats al Tour de França
- 1933. 3r de la classificació general
- 1934. 2n de la classificació general i vencedor d'una etapa
- 1935. Abandona (2a etapa)
- 1937. 24è de la classificació general
- 1938. 27è de la classificació general

### Resultats al Giro d'Itàlia
- 1933. Abandona (9a etapa)
- 1935. 2n de la classificació general
- 1938. 35è de la classificació general
- 1939. Abandona (1a etapa)